# Microelectrona cladara
Microelectrona cladara är en insektsart som beskrevs av Jacek Szwedo och Gebicki 2010. Microelectrona cladara ingår i släktet Microelectrona och familjen dvärgstritar. Inga underarter finns listade i Catalogue of Life.